# Liste der Naturdenkmale im Amt Boizenburg-Land
In der Liste der Naturdenkmale im Amt Boizenburg-Land werden die Einzel-Naturdenkmale und Flächennaturdenkmale aufgeführt, welche sich in dem zum Landkreis Ludwigslust-Parchim (Mecklenburg-Vorpommern) gehörenden Amt Boizenburg-Land befinden. Es handelt sich um eine Teilliste der Liste der Naturdenkmale im Landkreis Ludwigslust-Parchim.
Zwar liegen Teile des Amtsgebietes im Biosphärenreservat Flusslandschaft Elbe. Das für die in diesem Gebiet befindlichen Naturdenkmale zuständige Biosphärenreservatsamt hat allerdings keine eigene Verordnung über die Festsetzung von Naturdenkmalen veröffentlicht.

## Naturdenkmale
Im Amtsgebiet befinden sich die folgenden 19 Bäume und Baumgruppen, die als Naturdenkmale geschützt sind. (Stand 2025)

| Bild                          | Nr. | Bezeichnung        | Standort                                                                             | Beschreibung | Schutzzweck | Verordnung |
| ----------------------------- | --- | ------------------ | ------------------------------------------------------------------------------------ | --- | ----------- | ---------- |
| mehr Fotos \| Fotos hochladen | 215 | Stieleiche         | Bengerstorf Beckendorf (53° 26′ 2″ N, 10° 48′ 22,2″ O)                               | Der Stamm des Baumes ist unbeschädigt. In der relativ großen Krone mit kaum Totholz fehlen nur wenige Äste.              |             | [ 2 ]      |
| mehr Fotos \| Fotos hochladen | 216 | Eiche              | Bengerstorf Beckendorf (53° 25′ 31,2″ N, 10° 48′ 34,5″ O)                            | |             | [ 2 ]      |
| mehr Fotos \| Fotos hochladen | 217 | Rotbuche           | Greven (53° 28′ 27,8″ N, 10° 48′ 46,5″ O)                                            | Es handelt sich um einen zweistämmigen Baum.                                                                             |             | [ 2 ]      |
| mehr Fotos \| Fotos hochladen | 218 | Stieleiche         | Greven Granzin (53° 28′ 1,7″ N, 10° 50′ 31,2″ O)                                     | Der Baum besitzt einen geraden Stamm und eine annähernd kugelförmige Krone aus vielen Ästen.                             |             | [ 2 ]      |
| mehr Fotos \| Fotos hochladen | 219 | sechs Winterlinden | Besitz Blücher (53° 21′ 32,6″ N, 10° 49′ 55,7″ O)                                    | |             | [ 2 ]      |
| mehr Fotos \| Fotos hochladen | 220 | Eiche              | Besitz (53° 20′ 45,2″ N, 10° 51′ 5,3″ O)                                             | |             | [ 2 ]      |
| mehr Fotos \| Fotos hochladen | 221 | Eiche              | Greven Leisterförde in der Wüstung Wendisch Lieps (53° 28′ 22,9″ N, 10° 42′ 49,2″ O) | |             | [ 2 ]      |
| mehr Fotos \| Fotos hochladen | 222 | Eiche              | Greven Leisterförde in der Wüstung Wendisch Lieps (53° 28′ 24,2″ N, 10° 42′ 49,7″ O) | |             | [ 2 ]      |
| mehr Fotos \| Fotos hochladen | 223 | Eiche              | Greven Leisterförde in der Wüstung Wendisch Lieps (53° 28′ 23,6″ N, 10° 42′ 52″ O)   | |             | [ 2 ]      |
| mehr Fotos \| Fotos hochladen | 224 | Eiche              | Greven Leisterförde in der Wüstung Wendisch Lieps (53° 28′ 21,6″ N, 10° 42′ 50,8″ O) | |             | [ 2 ]      |
| BW                            | 231 | Eiche              | Greven (53° 28′ 39,1″ N, 10° 47′ 51,6″ O)                                            | Die Unterschutzstellung erfolgte 2004.                                                                                   |             | [ 6 ]      |
| mehr Fotos \| Fotos hochladen | 341 | zwei Stieleichen   | Dersenow Dammereez (53° 22′ 18,4″ N, 10° 55′ 7,7″ O)                                 | Es handelt sich um zwei nebeneinander stehende Bäume, deren Stämme sich am Fuß berühren.                                 |             | [ 2 ]      |
| mehr Fotos \| Fotos hochladen | 363 | Stieleiche         | Brahlstorf Düssin (53° 21′ 34,9″ N, 10° 59′ 20,4″ O)                                 | Einzelne Äste des Baumes sind abgestorben. Er besitzt eine ansonsten noch vollständige Krone.                            |             | [ 2 ]      |
| mehr Fotos \| Fotos hochladen | 376 | Eiche              | Dersenow Dammereez (53° 22′ 42,3″ N, 10° 55′ 24,1″ O)                                | |             | [ 2 ]      |
| mehr Fotos \| Fotos hochladen | 377 | Eiche              | Dersenow Dammereez (53° 22′ 43,1″ N, 10° 55′ 28,7″ O)                                | |             | [ 2 ]      |
| mehr Fotos \| Fotos hochladen | 378 | Stieleiche         | Dersenow Dammereez (53° 22′ 44,3″ N, 10° 55′ 29,9″ O)                                | |             | [ 2 ]      |
| mehr Fotos \| Fotos hochladen | 379 | Stieleiche         | Dersenow Dammereez (53° 22′ 19,6″ N, 10° 55′ 37,6″ O)                                | Es handelt sich um einen Solitärbaum mitten auf dem Feld.                                                                |             | [ 2 ]      |
| mehr Fotos \| Fotos hochladen | 391 | Stieleiche         | Dersenow Dammereez (53° 22′ 15,9″ N, 10° 55′ 51,3″ O)                                | |             | [ 2 ]      |
| mehr Fotos \| Fotos hochladen | 392 | Stieleiche         | Dersenow Dammereez (53° 22′ 12,2″ N, 10° 55′ 50,4″ O)                                | Der Baum hat einen verdickten Stammsockel ausgebildet, wodurch die Eiche einen Stammumfang von mehr als 6 Meter besitzt. |             | [ 2 ]      |

## Flächennaturdenkmale
Es gibt mit Stand 2022 ein Flächennaturdenkmal im Amt Boizenburg-Land.

| Bild                          | Nr.         | Bezeichnung       | Standort                                                  | Beschreibung | Schutzzweck | Verordnung                                                          |
| ----------------------------- | ----------- | ----------------- | --------------------------------------------------------- | --- | ----------- | ------------------------------------------------------------------- |
| mehr Fotos \| Fotos hochladen | fnd_lwl_001 | Wiebendörfer Moor | Bengerstorf Wiebendorf (53° 23′ 46,8″ N, 10° 49′ 36,5″ O) | Es handelt sich um ein Sauer-Zwischenmoor mit Vorkommen wertvoller Pflanzenarten wie Schmalblättriges Wollgras, Rundblättriger Sonnentau und Glockenheide. Des Weiteren wurde es als Brutgebiet unterschiedlicher Vogelarten geschützt. Das Flächennaturdenkmal befindet sich innerhalb des etwa 21 ha großen FFH-Gebietes Wiebendorfer Moor. Die Fläche des Naturdenkmals beträgt etwa 5,28 ha, wobei 1974 eine Fläche von etwa 3 ha unter Schutz gestellt wurde. Umfasst sind darin das zentrale Moor, das umgebende Gewässer und eine Verlandungsfläche einschließlich eines 10 bis 20 Meter breiten Gürtels aus Kiefern und Fichten. |             | Beschluss des Rates des Kreises Hagenow Nr. 54-15/74 vom 13.05.1974 |